# Batman (miasto)
Batman (kur. Êlih) – miasto w południowo-wschodniej Turcji, w ilu Serit w pobliżu ujścia rzeki Batman do Tygrysu, na wschód od miasta Diyarbakır. Około 246,7 tys. mieszkańców. Swój rozwój zawdzięcza odkryciu w 1948 r. w górach Batı Raman złóż ropy naftowej. Nazwa stanowi skrót od nazwy gór.
W 2008 roku burmistrz tego miasta Hüseyin Kalkan zapowiedział pozew przeciwko producentom filmów o Batmanie i zabawek z nim związanych, za nielegalne wykorzystanie nazwy miasta.
| Rok  | Liczba mieszkańców |
| ---- | ------------------ |
| 2000 | 246 700            |
| 1997 | 212 563            |
| 1990 | 147 347            |
| 1985 | 110 036            |
| 1980 | 86 172             |
| 1975 | 63 384             |
| 1970 | 44 991             |
| 1965 | 24 990             |
| 1960 | 12 601             |